# Miles Franklin
Miles Franklin (născută ca "Stella Maria Sarah Miles Franklin"; 14 octombrie 1879 – 19 septembrie 1954) a fost o feministă și o scriitoare de origine australiană. Este cunoscută mai ales pentru romanul autobiografic: My Brilliant Career, publicat în 1901. Ea a avut un impact durabil asupra vieții literare australiene prin fondarea unui premiu literar major cunoscut ca Miles Franklin Award.

## Opere importante

### Romane
- My Brilliant Career 1901
- Some Everyday Folk and Dawn 1909
- Old Blastus of Bandicoot 1931
- Bring the Monkey 1933
- All That Swagger 1936
- Pioneers on Parade 1939 - cu Dymphna Cusack
- My Career Goes Bung 1946
- On Dearborn Street 1981

### Sub pseudonimul "Brent of Bin Bin"
- Up the Country 1928
- Ten Creeks Run 1930
- Back to Bool Bool 1931
- Prelude to Waking 1950
- Cockatoos 1955
- Gentleman at Gyang Gyang 1956

### Non-Ficțiune
- Joseph Furphy: The Legend of a Man and His Book 1944
- Laughter, Not for a Cage 1956
- Childhood at Brindabella 1963